# آندریا کامبیاسو
آندره‌آ کامبیاسو (انگلیسی: Andrea Cambiaso؛ زادهٔ ۲۰ فوریهٔ ۲۰۰۰) بازیکن فوتبال اهل ایتالیا است که برای باشگاه یوونتوس بازی می‌کند.
وی همچنین در تیم ملی فوتبال زیر ۲۱ سال ایتالیا بازی کرده‌است.